# Wilcze Błota Kościerskie
Wilcze Błota Kościerskie – wieś pogranicza kaszubsko-kociewskiego w Polsce położona w województwie pomorskim, w powiecie kościerskim, w gminie Stara Kiszewa. Wieś jest siedzibą sołectwa Wilcze Błota Kościerskie, w którego skład wchodzi również miejscowość Strzelki.
W latach 1975–1998 miejscowość administracyjnie należała do województwa gdańskiego.

## Zabytki
Według rejestru zabytków NID na listę zabytków wpisane są:
- zespół dworski, nr rej.: A-1268 z 21.03.2006:
  - dwór, pocz. XIX, 1906
  - park, XVIII/XIX, 2 poł. XIX
- dawna kuźnia folwarczna, 4 ćw. XIX, nr rej.: 855 z 2.10.1981.